# Anthony Monn
Anthony Monn, znany również jako Tony Monn (ur. 17 marca 1944) – niemiecki piosenkarz, kompozytor i producent.

## Kariera
Monn rozpoczął karierę na początku lat 70. W połowie dekady wydał kilka singli nagranych wspólnie z piosenkarką Marion Maerz. Znacznie większą sławę osiągnął jako producent i kompozytor, kiedy to rozpoczął współpracę z francuską piosenkarką disco, Amandą Lear. Wyprodukował jej pięć pierwszych albumów studyjnych, które okazały się jej najpopularniejszymi płytami, skomponował też muzykę do jej największych przebojów, m.in. „Blood and Honey”, „Follow Me”, „The Sphinx” i „Fashion Pack”. Ich współpraca dobiegła końca w 1982 roku, po nagraniu singla „Fever”. Współpracował też z amerykańską piosenkarką Judy Cheeks, zespołem Orlando Riva Sound oraz duetem Al Bano i Romina Power.

## Dyskografia
- 1975: „Du gehst fort”
- 1976: „Ist es aus und vorbei?”
- 1980: „Johnny und Mary”